# Ticodendron incognitum
Ticodendron incognitum je jediný zástupce čeledi Ticodendraceae vyšších dvouděložných rostlin z řádu bukotvaré (Fagales). Je to stálezelený strom se střídavými jednoduchými listy a nenápadnými květy. Byl objeven v roce 1989 ve Střední Americe. Čeleď Ticodendraceae je příbuzná s čeledí břízovité.

## Popis
Ticodendron je dvoudomý stálezelený strom s jednoduchými střídavými listy s drobnými opadavými palisty zanechávajícími po opadu kruhovou jizvu kolem větévky. Listy jsou dvojitě zubaté, se zpeřenou žilnatinou a krátkým řapíkem. Samčí květy jsou bezobalné, s 8 až 10 tyčinkami, v úžlabních klasovitých květenstvích. Samičí květy jednotlivé úžlabní, se zakrnělým okvětím, se spodním semeníkem srostlým ze 2 plodolistů a se 4 komůrkami obsahujícími po jediném vajíčku. Na vrcholu semeníku jsou 2 dlouhé blizny. Opylován je větrem. Plodem je peckovice s velkými olejnatými dělohami, připomínající vlašský ořech.

## Rozšíření
Druh byl objeven ve Střední Americe v roce 1989. Roste v horských mlžných lesích od Guatemaly po střední Panamu.

## Taxonomie
Ticodendron tvoří sesterskou větev čeledi břízovité (Betulaceae).